# Капеланы
 Капеланы, или пауты, или тресочки, или люски (лат. Trisopterus), — род морских лучепёрых рыб из семейства тресковых. Распространены в северо-восточной части Атлантического океана и прилегающих областях Северного Ледовитого океана, а также в Средиземном море. Небольшие бентопелагические и пелагические рыбы. Максимальная длина тела варьируется от 32 до 46 см. Все виды имеют промысловое значение, а уловы тресочки Эсмарка достигали 878 тысяч тонн в 1970-е годы.

## Описание
Подбородочный усик есть. Три спинных и два анальных плавника, их основания соединяются между собой или отделены друг от друга небольшим промежутком. Основание первого анального плавника длинное, в два и более раз превышает длину основания первого спинного плавника. Окончания грудных плавников заходят за начало первого анального плавника. Боковая линия непрерывная, тянется от головы до хвостового стебля. На голове есть поры боковой линии. В брюшных плавниках есть удлинённые лучи.

## Классификация
В составе рода выделяют четыре вида:
- Trisopterus capelanus (Lacepède, 1800) — Средиземноморский капелан
- Trisopterus esmarkii (Nilsson, 1855) — Тресочка Эсмарка
- Trisopterus luscus (Linnaeus, 1758) — Французская тресочка, или люска
- Trisopterus minutus (Linnaeus, 1758) — Обыкновенный капелан, или малая тресочка, или маленькая тресочка, или сипика

Ранее Trisopterus capelanus рассматривался в качестве подвида Trisopterus minutus. На основании морфометрических и генетических характеристик выделен в отдельный вид.